# Тод, Джеймс
Джеймс Тод (20 марта 1782, Лондон — 18 ноября 1835, там же) — британский офицер Британской Ост-Индской компании и исследователь Востока. Во время службы занимался научными исследованиями, результатом которых стало несколько работ по истории и географии Индии и, в частности, области, известной тогда как Раджпутана, которая соответствует современному штату Раджастхан.
Родился в Лондоне, получил образование в Шотландии. Поступил на службу в Ост-Индскую компанию в качестве офицера и отправился в Индию в 1799 году, где был курсантом в Бенгальском армии. Он быстро поднялся в звании, став капитаном эскорта у посланника королевского двора к Шинде. После Третьей англо-маратхской войны, в ходе которой Тод занимался разведкой, он был назначен политическим агентом в некоторых областях Раджпутаны. Его задачей было помочь объединению региона под руководством Ост-Индской компании. В течение этого периода Тод провёл большую часть своих исследований, результаты которых он позже опубликовал. Сначала Тод был успешным политиком на своём официальном посту, но его методы были раскритикованы другими членами Ост-Индской компании. Со временем его деятельность была ограничена, а его влияние значительно снизилось. В 1823 году, в связи с ухудшением здоровья и репутации, Тод подал в отставку с поста политического агента в области и вернулся в Англию.
Вернувшись в Англию, Тод опубликовал ряд научных работ по истории и географии Индии, в том числе свою «Историческую хронику и обычаи Раджастхана», на основе материалов, собранных во время своих путешествий. Он ушёл в отставку с военной службы в 1826 году и женился на Джулии Клаттербак в том же году. Умер в 1835 году, на 54-м году жизни.
Главные работы Тода критиковались за наличия существенных неточностей, но они высоко ценятся в некоторых районах Индии, особенно в общинах, чьих предков он уважал.